# Királyszentistván
Királyszentistván [kirájsentištván] je obec v Maďarsku v župě Veszprém, spadající pod okres Balatonalmádi. Nachází se asi 9 km západně od Veszprému. V roce 2015 zde žilo 468 obyvatel. Dle údajů z roku 2011 tvoří 95,8 % obyvatelstva Maďaři, 0,9 % Němci a 0,2 % Rumuni, přičemž 4,2 % obyvatel se ke své národnosti nevyjádřilo.

## Sousední obce
| Růžice kompasu |          | Sóly              |         | Růžice kompasu |
| Růžice kompasu | Veszprém | Sever             | Vilonya | Růžice kompasu |
| Růžice kompasu | Veszprém | Királyszentistván | Vilonya | Růžice kompasu |
| Růžice kompasu | Veszprém | Jih               | Vilonya | Růžice kompasu |
| Růžice kompasu | Litér    | Balatonfűzfő      |         | Růžice kompasu |